# A far l’amore comincia tu
A far l’amore comincia tu ist ein im Jahr 1976 erschienenes Lied der italienischen Sängerin Raffaella Carrà, das von der Interpretin selbst als Liebelei in Deutschland, Do It, Do It Again im Vereinigten Königreich, Puisque tu l’aimes, dis-le-lui in Frankreich, En el amor todo es empezar in Spanien veröffentlicht wurde. Das Lied wurde international in textlich und sprachlich unterschiedlichen Versionen mehrfach gecovert, im deutschen Sprachraum war besonders der Schlagersänger Tony Holiday mit seiner Interpretation unter dem 1977 veröffentlichten Titel Tanze Samba mit mir erfolgreich.

## Versionen

### A far l’amore comincia tu
A far l’amore comincia tu (italienisch für ‚Beginne du mit dem Liebesspiel‘ oder ‚Fang du mit dem Liebemachen an‘) beginnt mit der Aufforderung des einen an den anderen Liebespartner, sich gemeinsam körperlich näher zu kommen. Die Beziehung sei kein Spiel und es solle Klarheit bestehen darüber, was man eigentlich wolle. In der Bridge wird das Verlassen des Partners als Katastrophe empfunden, bei der das Herz zerspringe.
A far l’amore comincia tu lässt sich als Aufforderung und Ermutigung an Frauen lesen, beim Sex die Führung zu übernehmen. Anstatt dem Mann die vollständige Kontrolle zu geben, solle die Frau die Initiative ergreifen und klarmachen, was sie will.
Die Komposition stammt von Franco Bracardi, der Liedtext von Daniele Pace, produziert hat das Stück Carràs damaliger Lebensgefährte Gianni Boncompagni, ebenso wie auch ihren ersten Erfolg Tuca Tuca und etliche weitere ihrer Titel. Das Tempo des Liedes beträgt 124 Schläge pro Minute. Die Tonart ist B-Dur.
Der Remix von Bob Sinclar – ein „club-mix“ mit Latin-Anklängen – fand Verwendung in dem Spielfilm La Grande Bellezza / Die große Schönheit (I / F 2013) von Paolo Sorrentino. 2016 war Carràs italienische Urversion Teil des Soundtracks in der Filmromanze Ein Chanson für Dich mit Isabelle Huppert in der Hauptrolle. Beim Sanremo-Festival 2022 wurde das Lied von dem Interpreten Tananai mit einer Rap-Einlage von Rosa Chemical erneut vorgetragen.
Im Jahr zuvor hatte sich die italienische Mannschaft zum Halbfinale der Fußball-EM für das Spiel gegen Spanien mit dem Lied der am Vorabend verstorbenen Raffaella Carrà aufgewärmt.
Coverversionen (Auswahl)
- 1989: Barbara[12][13]
- 2011: Bend Ane Stajdohar[14]
- 2012: Bob Sinclar (Far l’amore)[15]
- 2022: Myrto Bocolini[16]

### Do It, Do It Again
Do It, Do It Again (englisch für Tue es, tue es noch einmal) ist die englischsprachige Version von Raffaella Carrà und beginnt mit dem Ratschlag, niemals etwas anzufangen, womit man nicht aufhören könne. Wer auf ein Abenteuer aus sei, solle nicht vergessen, was zu tun sei:
|                                                                                   |                                                             |
| “Just take a step in the right direction And right away he’ll be there with you.” | „Zeig’ ihm wo es lang geht Und schon wird er bei dir sein.“ |

Beim Spiel mit dem Feuer könne die dabei verspürte Lust gefährlich werden, daher wird angeraten:
|                                                                                |                                                                              |
| “Don’t waste your time in the wrong direction Honesty gets you a better deal.” | „Rede nicht um den heißen Brei herum Mit Ehrlichkeit kommst Du eher weiter.“ |

Der Liedtext von Do It, Do It Again stammt von Ann Reid Collin. Der Titel erlangte im Mai 1978 in den britischen Musikcharts Platz 9 und war in dem Land der einzige Charterfolg für die Interpretin. Raffaella Carrà gastierte damit bei Top of the Pops. Rückblickend bezeichnete The Guardian das Lied, dessen Originaltitel hier als ‚be the one initiating sex‘ (‚sei du derjenige/diejenige, die beim Sex die Initiative ergreift‘) übersetzt wurde, als Appell an Frauen: sie mögen ihren Liebhabern verständlich machen, was sie im Bett wollen („a call to action for women to make their lovers understand what they want in bed“).
Für die niederländische Popband Luv’ versahen Hans van Hemert und Piet Souer 1978 die Melodie mit einem neuen englischen Liedtext. Ihre Version trug den Titel Don Juanito de Carnaval. Die von Frank Farian produzierte Band Chilli nahm 1998 zur Melodie des Liedes ihr Stück Say I’m your No. 1 auf. Den englischen Text trugen D. Pace, G. Mart, J. Nelson und Peter Bischof-Fallenstein bei.

### Puisque tu l’aimes, dis-le-lui
Puisque tu l’aimes, dis-le-lui (französisch für ‚Wenn du ihn liebst, sag es ihm‘) ist Carràs französischsprachige Version, die zusammen mit der italienischen Version A far l’amore comincia tu im September 1976 erstmals als Single veröffentlicht wurde. Der Liedtext stammt von Ralph Bernet. In der Version wird dem (weiblichen) lyrischen Du geraten, dem (männlichen) Gegenüber seine Liebe zu ihm zu gestehen. Mit einem Lächeln und einem einfachen Blick könne man alles äußern. Zudem sei ein Mann nichts weiter als ein Mann, für den man eine letztlich ungefährliche Schwäche entwickle. Aber eine Frau sei eine Frau, die schließlich wisse, was sie wolle. Im Refrain wird besungen, dass man heute an sein Herz (wie an eine Tür) klopfen solle, denn die Liebe sei da und komme kein zweites Mal.

### En el amor todo es empezar
En el amor todo es empezar (spanisch für ‚In der Liebe dreht sich alles ums Anfangen‘) ist die spanischsprachige Version von Raffaella Carrà, die 1976 beim Plattenlabel CBS Records als Single erstmals erschien. Der Liedtext stammt von Antonio Figueroa. Als Leitsatz wird in dieser Fassung betont, dass der Anfang in der Liebe das entscheidende Moment sei. Sobald die andere (männliche) Person das lyrische Du an einen dunklen Ort führe, solle es sich nicht vor der Dunkelheit fürchten, denn es könnte sich möglicherweise um Liebe oder etwas anderes handeln. Für den Fall, dass er sich nicht entscheiden könne, wird zu einem schnellen „Ja“ geraten.
Coverversionen (Auswahl)
- 1977: Sonia López[27]
- 1978: Luv' – Don Juanito de Carnaval[3][28]
- 2006: Roser[29]
- 2010: Elena S. Sánchez[30]
- 2015: Maribel Guardia[31]
- 2020: Ana Guerra[32] (im Rahmen des Jukebox Musicals Explota Explota)[33]
- 2021: Natalia Millán und Carlos Hipólito[34]
- 2021: María Abradelo[35]

### Liebelei
Liebelei, Carràs’ von Gerd Thumser geschriebene deutschsprachige Version, ist aus der Sichtweise des lyrischen Ichs gefasst. Sie singt davon Herzen zu kennen, die aus Stein seien, jedoch könne sie nie so herzlos sein, sei es doch so herrlich sich zu verlieben und ein Wunder, wenn es einem geschehe. Im Auge des Gegenübers sei ein Glanz gewesen, den sie bereits beim ersten Tanz gespürt habe. Was morgen sein werde sei nicht sicher, sich zu verlieben sei trotzdem herrlich. Im Refrain singt sie dann davon, dass danach der Himmel für sie aufgegangen sei.
Das Lied erschien 1977 als Single beim Plattenlabel CBS mit der deutschen Version von Raffaella Carràs Forte forte forte als B-Seite. Am 12. November 1977 sang Carrà die deutschsprachige Version in der 85. Sendeausgabe der ZDF-Musiksendung Disco.
Liebelei war auch der Titel des ersten Albums von Raffaella Carrà.

### Tanze Samba mit mir

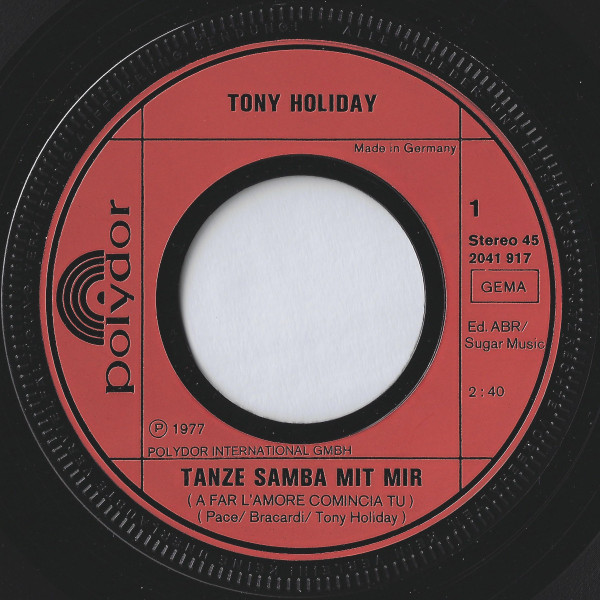
Single von Tony Holiday Tanze Samba mit mir (1977)

In dem erstmals durch den Schlagersänger Tony Holiday (1951–1990) im Jahr 1977 interpretierten Tanze Samba mit mir geht es um eine Person, die sich in jemanden verliebt hat und das Gegenüber als „so heiß wie ein Vulkan“ empfindet. Die Person bittet den anderen, mit ihr den brasilianischen Tanz Samba zu tanzen, um sich in die typische leidenschaftliche und aufregende Stimmung des Tanzes zu versetzen und die Liebelei zu genießen, bevor sie vielleicht morgen wieder vorbei ist.
Tony Holidays deutsche Version erschien als Single im September 1977 beim Musiklabel Polydor. Auf der B-Seite befindet sich Holidays Lied Die Hoffnung bleibt. Er sang den Titel erstmals in der ZDF-Hitparade mit Dieter Thomas Heck am 26. November 1977 und wurde auf Platz eins gewählt. Tanze Samba mit mir war Tony Holidays erfolgreichster Titel.
Als „Bierzeltrefrain“, welcher unter der Regie von François Ozon „vier französische Schauspieler in eine eigentümlich kontrollierte Verzückung“ treibe, bezeichnete der Standard-Filmkritiker Tanze Samba mit mir in seiner Rezension des Spielfilms Tropfen auf heiße Steine (F 2000). Darüber hinaus fand der Titel 2019 in dem Fernsehfilm Helen Dorn: Nach dem Sturm, in der Filmkomödie Samba in Mettmann aus dem Jahr 2003 sowie in der Thriller-Komödie Der Eisbär von 1998 Verwendung.
In der deutschen Antifa-Bewegung kursiert(e) eine Version des Liedes mit der Textvariante „Schlage Nazis mit mir, / schlage Nazis die ganze Nacht, / schlage Nazis mit mir, / weil die Antifa das so macht! / Hiebe, Hiebe, Schlägerei, / morgen sehen sie aus wie Brei; / schlage Nazis mit mir, / weil die Antifa das so macht!“
Coverversionen (Auswahl)
- 1977: Rex Gildo[49]
- 1978: Helena Vondráčková[49]
- 1978: James Last[49]
- 1996: Dieter Thomas Kuhn & Band[49]
- 1996: Tankard (unter dem Namen Tankwart)[3]
- 1998: Guildo Horn & Die Orthopädischen Strümpfe[3]
- 1998: Chris Marlow[3]
- 2002: Olaf Berger[49]
- 2004: Hape Kerkeling[49]
- 2008: Yüksel D.[49]
- 2012: Vanessa Neigert[49][50]
- 2014: Willi Gabalier[49]
- 2017: Ross Antony[49]
- 2021: Stereoact[49]

### Cover in anderen Sprachen
- 1977 nahm die türkische Sängerin Ajda Pekkan das Lied mit dem Titel Sakın Sakın Sakın Ha (Wage es nicht, wage es nicht, wage es nicht, wage es nicht) in türkischer Sprache auf, das als B-Seite zu Ağlama Yarim erschien. Das Stück wurde arrangiert von Norayr Demirci und produziert von Yeşil Giresunlu.[51]
- Yvetta Simonová interpretierte das Lied mit dem Titel Nejhezčí ráno je právě tu (Der schönste Morgen ist genau hier) 1979 zusammen mit dem Karel Vlach Orchestra in tschechischer Sprache.[52] Den Liedtext verfasste Zdeněk Borovec.[3]
- Mit dem Titel Dans de Samba (Tanz den Samba) brachte Ciska Peters 1977 das Lied in niederländischer Sprache zum Vortag. Produzent war Ad Kraamer,[53] den Text schrieb F. Grimbos.[3]
- Als Bestandteil des Soundtracks zur niederländischen Fernsehserie ’t Spaanse Schaep sangen die beteiligten Schauspielerinnen Georgina Verbaan und Loes Luca 2011 eine Version mit dem Titel Ik weet wel wat ik vanavond doe (Ich weiß, was ich heute Abend tun werde) ein,[54] die von Frank Houtappels geschrieben wurde.[3]
- Der finnische Schlagersänger Kari Tapio spielte 1977 seine Variante in seiner Heimatsprache ein, die den Titel Potki potki sä vain (Tritt, tritt, tritt du nur)[55] trug und von Pertti Reponen geschrieben war.[3]
- Bessy Argyraki sang 1977 eine griechische Version mit dem Titel Σκόρπια Φιλιά (Skórpia filiá, Vereinzelte Küsse),[56] zu der Sevi Tiliakou den Text geschrieben hat.[3]

## Rezeption

### Chartplatzierungen
A far l’amore comincia tu stieg erstmals am 5. September 1977 auf Rang 28 der deutschen Singlecharts ein. Seine beste Platzierung erreichte das Lied in der Chartwoche vom 24. Oktober 1977 mit Rang vier. Das Lied konnte sich 23 Wochen in den deutschen Charts platzieren. Seine letzte Chartposition hatte es in Deutschland am 6. Februar 1978. In der Schweizer Hitparade und in den Nederlandse Top 40 platzierte sich das Lied jeweils auf Platz 3 und hielt sich in den beiden Ländern 13 Wochen in den Charts. Am 31. Dezember 1977 erreichte A far l’amore comincia tu in den Musikcharts in Belgien die Chartspitze der Singlecharts.
Tanze Samba mit mir platzierte sich erstmals 24. Oktober 1977 auf Rang 33 der deutschen Singlecharts ein. Seine beste Platzierung erzielte das Lied in der Chartwoche vom 14. November 1977 mit Rang vier, den es in der Woche vom 12. Dezember 1977 ein weiteres Mal erreichte. In Österreich erreichte die Single mit Rang 19 seine höchste Chartnotierung und verblieb in den dortigen Charts 3 Monate.
| ChartsChartplatzierungen  | Höchstplatzierung | Wochen |
| ------------------------- | ----------------- | ------ |
| Belgien (Ultratop)        | 1 (12 Wo.)        | 12     |
| Niederlande (Media Markt) | 3 (13 Wo.)        | 13     |
| Deutschland (GfK)         | 4 (23 Wo.)        | 23     |
| Schweiz (IFPI)            | 3 (13 Wo.)        | 13     |

| ChartsChartplatzierungen | Höchstplatzierung | Wochen/ Monate |
| ------------------------ | ----------------- | -------------- |
| Deutschland (GfK)        | 4 (21 Wo.)        | 21 Wo.         |
| Österreich (Ö3)          | 19 (3 Mt.)        | 3 Mt.          |

| ChartsChartplatzierungen     | Höchstplatzierung | Wochen |
| ---------------------------- | ----------------- | ------ |
| Vereinigtes Königreich (OCC) | 9 (12 Wo.)        | 12     |

### Auszeichnungen für Musikverkäufe
| Land/Region    | Auszeichnungen für Musikverkäufe (Land/Region, Auszeichnung, Verkäufe) | Verkäufe |
| -------------- | ---------------------------------------------------------------------- | -------- |
| Italien (FIMI) | Gold                                                                   | 50.000   |
| Insgesamt      | 1× Gold ·                                                              | 50.000   |

### Mediale Wahrnehmung
A far l’amore comincia tu avancierte 1977 nach Ansicht des US-amerikanischen Magazins Billboard neben Ti amo von Umberto Tozzi zu einem „großen Sommerhit“ (englisch „A far l’amore comincia tu [was] a huge summer hit.“). Die Bezeichnung als Welthit untermauerte die italienische Tageszeitung La Repubblica anhand von Zahlen: Von 20 Millionen verkauften Exemplaren und über 500.000 Hörern monatlich auf Spotify war (Stand: Juli 2021) die Rede. Auch aus Sicht der spanischen Tageszeitung El Mundo hatte A far l'amore comincia tu die Sängerin zum Star gemacht.
Anlässlich des Todes von Raffaella Carrà bezeichnete die Italien-Korrespondentin von National Public Radio 2021 A Far l'Amore Comincia Tu („Be the One Initiating Sex“) als einen jener „unbezähmbar eingängigen Hit-Songs“ der Interpretin, welche „sexuelles Vergnügen und Selbstvertrauen von Frauen feierten“. Die Würdigung der Verstorbenen in der italienischen Ausgabe des Männermagazins Esquire befand im selben Jahr, Carràs „Sound“ habe in diesem Lied sein Manifest gefunden: Das „scoppia scoppia mi scop...“ (scoppiare = explodieren, platzen) kaschiere „eine kaum verschleierte Doppeldeutigkeit“, „ein Handbuch weiblichen Einfallsreichtums, in der Lage, die leeren männlichen Paarungsrituale zu zerlegen“. Adrian Murphy schrieb im März 2022 auf Europeana, dass das Lied Frauen „dazu aufforderte, beim Sex die Kontrolle zu übernehmen, womit Raffaella Carrà eine Ikone der Frauenbefreiung“ wurde.
In der italienischen Ausgabe des Männermagazins GQ äußerte der Regisseur Paolo Sorrentino, für ihn sei A Far l'Amore Comincia Tu „der Inbegriff von Freude und Tanzbarkeit“.